# Paration-metil
Paration-metil, ili metil paration, je organofosfatni insekticid, koji sadrži organotiofosfatnu grupu. Po strukturi je veoma sličan paration-etilu. Nije dozvoljen za prodaju i uvoz u skoro svim zemljama sveta, dok ga nekoliko dozvoljava samo pod određenim uslovima.

## Primene
Paration metil se koristi kao insekticid na usevima, uključujući pamuk.

## Prodajni nazivi
Penkap-M, Metacid

## Bezbednost
Ljudi mogu biti izloženi paration metilu na radnom mestu tako što će ga udisati, dobiti kroz kožu, progutati ili da će ući u oči. Pošto je to inhibitor acetilholinesteraze, simptomi izloženosti paration metilu uključuju iritirane oči i kožu, mučninu i povraćanje, bol u stomaku, dijareju, salivaciju, osećaj slabosti i umora, glavobolju, curenje iz nosa, stezanje u grudima, zamagljen vid, suženje zenica, nepravilan rad srca, trzaji mišića (fascikulacija) i otežano disanje.
U Sjedinjenim Državama, Uprava za bezbednost i zdravlje na radu (OSHA) nije postavila zakonsku granicu (dozvoljenu granicu izlaganja) za izloženost paration metilu na radnom mestu. Nacionalni institut za bezbednost i zdravlje na radu (NIOSH) je postavio preporučenu granicu izlaganja (REL) od 0,2 mg/m3 tokom 8-časovnog radnog dana.

## Klasifikacije i ograničenja
Partion metil je bio ograničen dugi niz godina. Svetska zdravstvena organizacija je klasificirala ovu materiju kao izuzetno opasnu (Ia), a Roterdamska konvencija ju je klasificirala kao veoma opasnu. Partion metil nije dozvoljen za prodaju i uvoz u skoro svim zemljama sveta, dok ga nekoliko dozvoljava samo pod određenim uslovima.